# Géza Róheim
Géza Róheim (Budapest, 12 de setembre de 1891 - Nova York, 7 de juny de 1953) va ser un antropòleg i psicoanalista hongarès. Róheim, format com folclorista, va aplicar al folklore els plantejaments de Sigmund Freud, partint del principi que els mites, llegendas i ritus poden interpretar amb la mateixa metodologia que els somnis. A diferència d'altres psicoanalistes, les dades que aporta sobre les denominades cultures primitives procedeixen en gran manera d'un treball de camp rigorós, dut a terme per ell mateix en diverses tribus d'Austràlia i Amèrica del Nord. La seva visió psicoanalítica dels mites, les creences i els costums d'aquestes cultures constitueix un clar precedent del etnopsicoanálisis, desenvolupat posteriorment per Georges Devereux.

## Biografia

### Primers anys
Róheim va ser fill únic i es crià en una família burgesa, bastant pròspera. Després de llegir L'últim mohicà de James Fenimore Cooper, als vuit anys, decideix dedicar la seva vida a l'etnografia. Des de llavors, llegeix amb voracitat estudis sobre mitologia i etnografia, temes en els quals es converteix molt aviat en un expert. Als vint anys, publica el seu primer article, «Dracs i matadors de dracs».
En la seva època de formació, assimila elements dels estudiosos Edward Burnett Tylor, el llibre Cultura primitiva llegeix als quinze anys, Herbert Spencer i James George Frazer. Quan descobreix l'obra de Sigmund Freud, sent que tot el que ha estudiat fins llavors és un trencaclosques, que només el psicoanàlisi permet recompondre adequadament.
Atès que els estudis d'antropologia i folklore no estaven reglats en aquells dies en Budapest, el 1914 es gradua com a geògraf a la Universitat de Budapest. En Leipzig i Berlín té ocasió d'ampliar els seus estudis, i descobreix els escrits de Freud i els seus primers deixebles (Sándor Ferenczi, Karl Abraham, Jung i Riklin). Entre 1915 i 1916 es sotmet a anàlisi amb Sándor Ferenczi, en la mateixa època en què aquest preparava també a Melanie Klein, els plantejaments sobre la duplicitat de la imatge materna (la mare bona vs. la mare dolenta) i l'agressivitat oral del nadó cap a la mare li resulten d'interès.
El 1918 es casa amb la seva nòvia, Ilonka, iniciant un matrimoni que va durar fins a la mort d'ella, el 1953. Malgrat les seves contínues discussions, van formar una parella inseparable. Ilonka va col·laborar amb ell en el treball de camp i va passar a màquina els seus manuscrits.

### Carrera professional
També el 1918 coneix en persona a Freud. El 1919 comença a fer classes com a professor d'antropologia a la Universitat de Budapest. El 1921 guanya el Premi Freud al millor estudi científic sobre anàlisi aplicada. El 1925 el mestre declara que Róheim i Theodor Reik són les dues persones que més han fet per ampliar els punts de vista exposats per ell a Tòtem i tabú.
El 1928 Róheim decideix traslladar-se a Oceania per realitzar-hi treball de camp, disposat a refutar les objeccions del gran antropòleg Bronislaw Malinowski, segons el qual la psicoanàlisi no tenia cap rellevància per a l'estudi de les cultures no occidentals.
Róheim treballa amb diverses ètnies australianes (els Aranda i els Luritjas), i el 1930 es trasllada a Amèrica del Nord per realitzar la mateixa tasca amb alguns indis americans.
El 1938 deixa el seu lloc a Budapest i emigra als Estats Units fugint de la imminent guerra. S'incorpora a l'hospital Worcester State com a analista, i el 1939 es trasllada a Nova York, on viu des d'ara. El 1947, realitza treball de camp entre els indis Navaho.
La mort de Ilonka el 1953 va afectar tant a Róheim que aquest va morir dos mesos més tard.

### Enfocament i llegat
L'obra de Róheim no va ser ben rebuda en la seva època entre els estudiosos del folklore, poc receptius en general a l'enfocament psicoanalític. Modernament, ha estat reivindicada per folkloristes com Alan Dundes i José Manuel Pedrosa, que aprecien el coneixement exhaustiu de les tradicions populars de Róheim i la seva capacitat per establir relacions significatives entre fenòmens aparentment inconnexos.
Entre les seves obres destaquen L'enigma de l'esfinx (1934), Màgia i esquizofrènia i Les portes del somni (1952).